# Wanda Canna
Desdemona Zemira Wanda Canna (Borgosesia, 3 ottobre 1921 – 18 febbraio 2020) è stata una partigiana e antifascista italiana.

## Biografia
Terza di sei fratelli, aveva lavorato presso la Tessitura Lenot di Borgosesia e dal 1941, anno del matrimonio, presso la Bozzalla e Lesna di Coggiola. A 22 anni decise di unirsi alla Resistenza dopo l'arresto ingiustificato della sorella, diventando staffetta per le Brigate Garibaldi sotto il comando di Cino Moscatelli, insieme al padre Antonio, alla sorella Miliuccia e al fratello Beppe. Finita la guerra, iniziò un'opera di informazione e divulgazione, divenendo membro dell'ANPI e presidente della sezione di Borgosesia.
In occasione della ricorrenza del 25 aprile nel 2017 raccontò la sua storia intervistata dal Tg1.
Durante la sua vita aveva incontrato ben 3 Presidenti della Repubblica, Pertini, Scalfaro e Mattarella. Proprio a quest'ultimo Wanda Canna aveva consegnato i propri diari ed il presidente Mattarella ha dichiarato alla stampa: "Ho ricevuto i suoi diari e ho potuto toccare da vicino ciò che lei ha fatto per la libertà".
Muore il 18 febbraio 2020.
Nel 2021 l'Anpi di Borgosesia pubblica una sua biografia con la partecipazione dell'Istituto per la Resistenza.

## Opere
- Ricordi: ottobre 1943-aprile 1945, Susegana, Giacobino, 1999.
- Ricordi partigiani, Vignate, Lampi di stampa, 2014.